# Liste der Baudenkmale in Lüblow
In der Liste der Baudenkmale in Lüblow sind alle Baudenkmale der Gemeinde Lüblow (Landkreis Ludwigslust-Parchim) und ihrer Ortsteile aufgelistet (Stand: Januar 2021). 

## Lüblow
| ID | Lage                               | Bezeichnung                                | Beschreibung | Bild                      |
| -- | ---------------------------------- | ------------------------------------------ | ------------ | ------------------------- |
|    | Am Brink 3 (Karte)                 | Bauernhaus                                 |              |                           |
|    | Am Brink 22 (Karte)                | Büdnerei                                   |              |                           |
|    | Bäckerstraße 8 (Karte)             | Gasthaus mit Saalanbau                     |              |                           |
|    | Bäckerstraße 13 (Karte)            | Büdnerei                                   |              |                           |
|    | Bahnhofstraße 15 (Karte)           | Bahnhof                                    |              | Bahnhof                   |
|    | Bahnhofstraße 5 (Karte)            | Büdnerei                                   |              |                           |
|    | Dorfplatz                          | Spritzenhaus                               |              |                           |
|    | Dorfplatz                          | Gefallenendenkmal 1914/1918 und 1939/45    |              |                           |
|    | Friedhof (Karte)                   | Glocke, Mausoleum Büsch und Grabstein Vick |              |                           |
|    | (Karte)                            | Kirche und Friedhofsmauer                  |              | Kirche und Friedhofsmauer |
|    | Ludwigsluster Straße/Bahnhofstraße | Wegweiserschild                            |              |                           |
|    | Feldmark                           | Massengrab des ehem. KZ Reiherhorst        |              |                           |

## Neu Lüblow
| ID | Lage                            | Bezeichnung               | Beschreibung | Bild |
| -- | ------------------------------- | ------------------------- | ------------ | ---- |
|    | Friedhof                        | Einweihungsstein          |              |      |
|    | Ludwigsluster Straße 54 (Karte) | Büdnerei                  |              |      |
|    | Ludwigsluster Straße            | Gefallenendenkmal 1914/18 |              |      |

## Ehemalige Denkmale

### Lüblow
| ID | Lage                    | Bezeichnung | Beschreibung | Bild |
| -- | ----------------------- | ----------- | ------------ | ---- |
|    | Bäckerstraße 15 (Karte) | Büdnerei    |              |      |